# Хусківадзе Михайло Кронідович

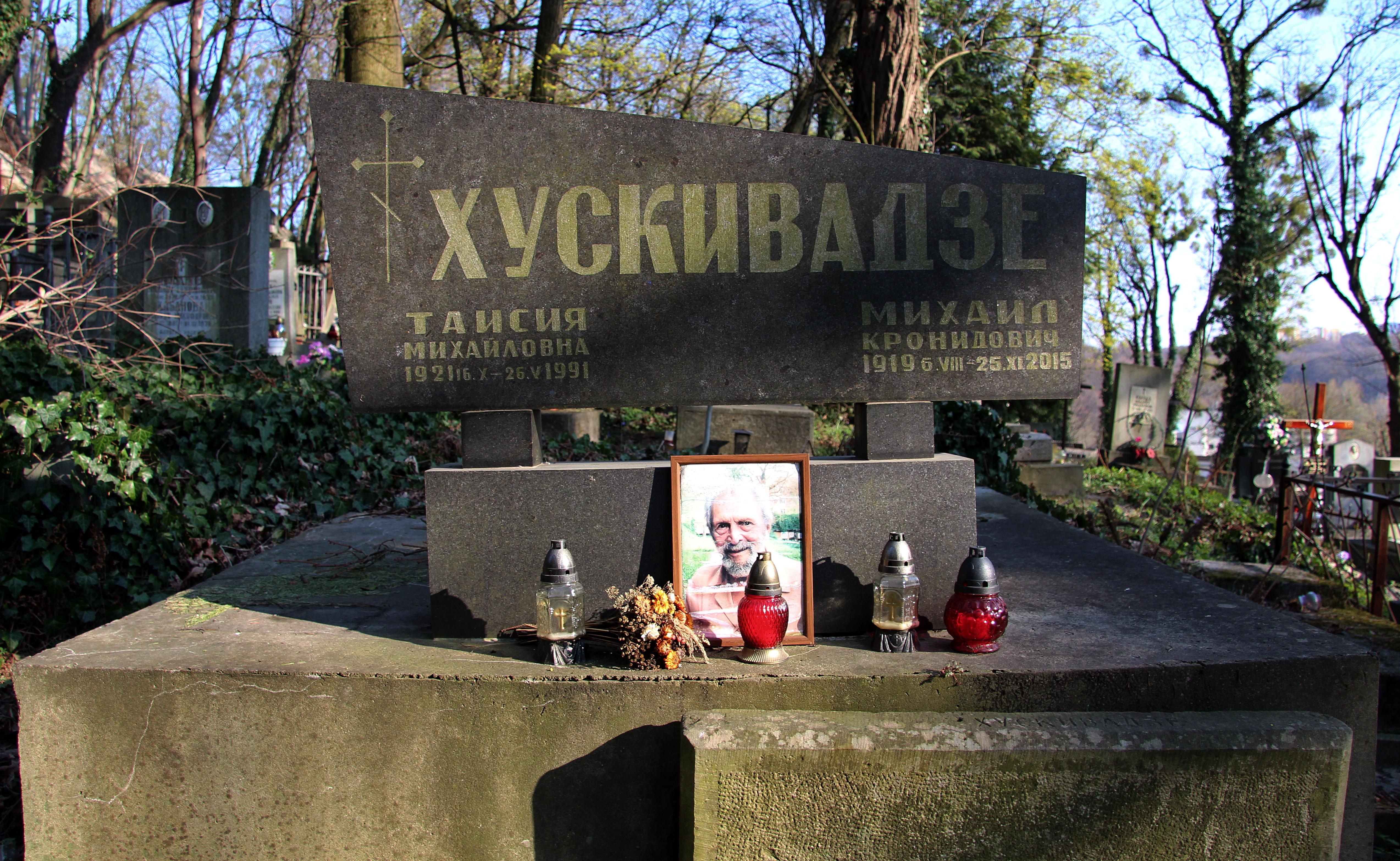

Хусківадзе Михайло Кронідович (нар. 6 серпня 1919, Омськ, РРФСР — пом. 25 листопада 2015, Львів, Україна) — ветеран Другої світової війни, офіцер, видатний тренер, один із перших засновників сучасної стрільби з лука в Україні, який все своє життя присвятив розвитку стрільбі з лука та впровадженню олімпійських ідеалів та цінностей.

## Біографія
Сім'я Михайла Кронідовича походила із Зестафоні, мальовничого куточка Грузії зі старовинного осетинського роду. Після закінчення школи вступив до Ленінградського артилерійського військового училища, яке закінчив з відзнакою у 1939 році у званні лейтенанта. Брав участь у Другій світовій війні. У бою на Волоколамському напрямку, міною, що розірвалася неподалік, був поранений у ліву руку та обидві ноги.
У 1945 році, у званні капітана, М. К. Хусківадзе скерували до Львова для роботи на кафедрі кульової стрільби військового піхотного училища. Після війни, як «обмежено придатний», був демобілізований і у віці 27 років, маючи пенсійну книжку інваліда війни, залишився без роботи. Але незважаючи на «пенсійне забезпечення» не зміг без роботи. З 1946 року працював на посадах начальника ремонтної будівельної групи, начальником будівельної дільниці вугільного басейну. Вчися у фінансово-економічному інституті заочно, закінчив три курси на відмінно, але зрозумівши, що не його покликання, звільнився. Працював тренером з кульової стрільби з погодинною оплатою праці й удосконалювався сам. У 1958 році виконав норматив майстра спорту зі стрільби з пістолета.
Наприкінці 50-х років захопився стрільбою з лука. Своїм першим і єдиним тренером вважав заслуженого майстра спорту СРСР Миколу Олександровича Калініченка, який подарував йому перші стріли та сплів першу тятиву. М. К. Хусківадзе сам сконструював протез для лівої кісті, взяв у руки лук і почав стріляти з дерев'яного лука саморобними стрілами. Через рік виконав норму майстра спорту. На першості Львівської області показав рекордний результат, а трохи пізніше — став чемпіоном України (двічі), учасником Спартакіади народів СРСР (1959), переможцем перших Всесоюзних змагань (1962). Член збірної команди СРСР з кульової стрільби і стрільби з лука. У 1960—1970 роках — тренер збірної команди СРСР і старший тренер національної збірної команди України, голова Ради Федерації стрільби з лука України.
У 1961 році вступив до Львівського державного інституту фізичної культури, який закінчив з відзнакою у 1966 році.
Від 1963 до 2003 року викладач, старший викладач, доцент (1972) кафедри фізичного виховання і спортивної медицини Львівського національно медичного університету імені Данила Галицького.
Заслужений тренер УРСР (1969). Заслужений тренер СРСР (1974). Заслужений працівник фізичної культури і спорту України (2000).

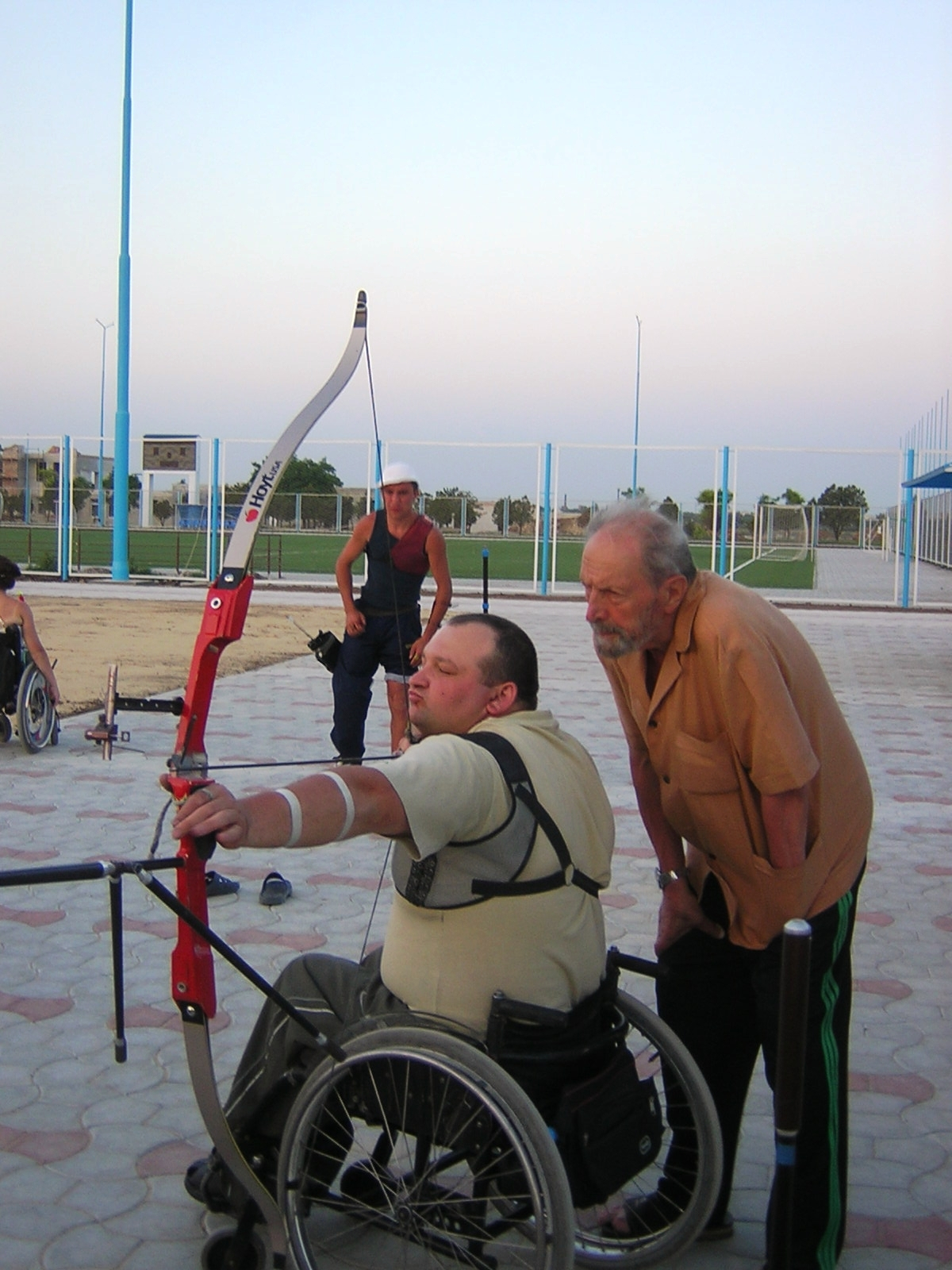
М.К. Хусківадзе тренує спортсмена-паралімпійця у Паралімпійському центрі «Україна» в Євпаторії, 2004

У 2005 р. Михайлові Кронідовичу Хусківадзе було призначено державну стипендію .
У віці 95 років був діючим тренером національної паралімпійської збірної команди України зі стрільби із лука.

## Науково-педагогічна та тренерська діяльність
Хусківадзе Михайло Кронідович навчив влучно стріляти студентку Львівського медичного інституту Валентину Ковпан, яка стала першою львівською срібною призеркою Олімпійських ігор у Монреалі 1976 року, неодноразовою чемпіонкою та рекордсменкою світу та Європи.
Виховав десятки чемпіонів, призерів і рекордсменів Світу, Європи, СРСР, України, призерів Параолімпійських ігор, заслужених майстрів спорту, 18 майстрів спорту міжнародного класу, 70 майстрів спорту, десятки заслужених тренерів, що працюють нині по всьому світові, серед них заслужений майстер спорту Валентина Ковпан, майстри спорту міжнародного класу — Ганна Ковбаса, Тетяна Образцова, Ольга Рудковська, Леся Батіг, Раїса Редько, Любов Харитонова, Володимир Сидорський, Світлана Салюк, Михайло Загоруйко, Ігор Прокопів, Світлана Салюк, Роман Мацех, Ярослав Гусак, Олена Струк та ін.
Михайло Хусківадзе був засновником секції стрільби з лука для людей з обмеженими можливостями при Львівському державному медичному інституті (Львівського національно медичного університету імені Данила Галицького) вихованці якої здобули чимало перемог на змаганнях національного, європейського, світового та паралімпійського рівнів, а секція стала основою національної паралімпійської збірної команди України.
З 1989 р. — головний, а згодом провідний тренер паралімпійської збірної команди України зі стрільби із лука.
Автор 43 наукових праць, посібника «Спортивна стрільба з лука».
25 листопада 2015 року на 97-му році життя відійшов у вічність, похований у Львові на Личаківському цвинтарі, поле № 32.

## Нагороди і відзнаки
За вагомі здобутки у підготовці спортсменів високого класу, науково-педагогічній та тренерський діяльності, непересічні організаторські здібності Хусківадзе Михайло Кронідович неодноразово відзначався державними та урядовими нагородами (18 нагород), грамотами Міністерства молоді і спорту України, Почесними грамотами, дипломами, призами, відзнаками державних, спортивних та громадських організація, серед яких:
- орден Червоної зірки (1968);
- медаль «За трудову доблесть» (1971);
- Грамота Президії Верховної Ради УРСР "За високі спортивні досягнення на змаганнях ХХІ літніх Олімпійських ігор (1976);
- Орден Богдана Хмельницького (Україна) ІІІ ступеня (2000);
- «Заслужений працівник фізичної культури і спорту України» (2000);
- орден Вітчизняної війни ІІ ступеня;
- Орден «За мужність» III ступеня;
- сертифікат про рекорд «Національного реєстру рекордів України» як найстаріший діючий тренер зі стрільби з лука в Україні (березень 2015 р.).